# Vomp
Vomp é um município da Áustria, situado no distrito de Schwaz, no estado do Tirol. Tem 182,42 km² de área e sua população em 2019 foi estimada em 5.181 habitantes.